# Thiên Lang Liệt Truyện
Thiên Lang Liệt Truyện (hangul: 천랑열전, hanja: 天狼熱戰, latin: Chun Rhang Yhur Jhun) là một truyện tranh manhwa của Hàn Quốc, được sáng tác bởi Park Sung-woo. Bộ truyện được xuất bản tại Hoa Kỳ bởi Infinity Studios và được phát hành trên tạp chí hàng tuần IQ Jump Comics của Hàn Quốc.

## Cốt truyện
Bối cảnh câu chuyện là vào thời nhà Đường và vương quốc Cao Câu Ly vào giữa thế kỷ thứ 7. Nhân vật nam chính Yhun Oh-Rhang nhận lệnh của sư phụ sang Trung Hoa tìm kiếm người anh trai của mình là Pa Goon-Sung, kẻ đã mất tích bí ẩn khi lên đường sang Trung Quốc luyện võ.
Thiên Lang Liệt Truyện là phần trước của bộ truyện tranh NOW của cùng tác giả. Cốt truyện của NOW lại nói về cậu chuyện của Yhun Ah-Ran và Yhun Ah-Rin, hai người con của Yhun Oh-Rhang và Whur Ha-Rhang cùng với một số đệ tử của Tứ Thần Võ như Bi-Ryu và Yu Sae-Ha, cùng với những hành động của một môn phái tên Minh Vương Thần Giáo.